# Trioceros quadricornis
Espèce
Synonymes
- Chamaeleo quadricornis Tornier, 1899
- Chamaeleo quadricornis gracilior Böhme & Klaver, 1981
- Chamaeleo eisentrauti Mertens, 1968
- Trioceros eisentrauti (Mertens, 1968)

Statut CITES
Trioceros quadricornis est une espèce de sauriens de la famille des Chamaeleonidae.

## Répartition
Cette espèce se rencontre sur les monts Rumpi, Manengouba, Koupé, Bamboutos, Lefo et Oku au Cameroun et sur le plateau Obudu au Nigeria.

## Liste des sous-espèces
Selon The Reptile Database (7 septembre 2015) :
- Trioceros quadricornis eisentrauti (Mertens, 1968)
- Trioceros quadricornis quadricornis (Tornier, 1899)
- Trioceros quadricornis gracilior (Böhme & Klaver, 1981)

## Étymologie
La sous-espèce Trioceros quadricornis eisentrauti est nommée en l'honneur de Martin Eisentraut (1902-1994).

## Publications originales
- Böhme & Klaver, 1981 : Zur innerartlichen Gliederung und zur Artgeschichte von Chamaeleo quadricornis Tornier, 1899 (Sauria: Chamaeleonidae). Amphibia-Reptilia, vol. 1, no 3/4, p. 313-328
- Mertens, 1968 : Zur Kenntnis der Herpetofauna von Kamerun und Fernando Poo. Bonner Zoologische Beiträge, vol. 19, p. 69-84 (texte intégral).
- Tornier, 1899 : Drei Reptilien aus Afrika. Zoologische Anzeiger, vol. 22, p. 258-261 (texte intégral).